# 麗明營造
麗明營造股份有限公司，簡稱麗明營造，為臺灣的大型建設公司，於1994年由吳春山創立。麗明營造從臺灣中部發跡，並承攬多項大型工程。代表作為臺中國家歌劇院與故宮南院。

## 歷史
1994年，從彰化永靖高工畢業、任職龍邦建設、國雲營造等多間公司的吳春山，成立了敬業建設與樂群營造。隨後吳春山出於執照問題，買下了麗明營造並合併，成為今日的麗明營造。
麗明起初負責承攬各大建商的工程，專注於住商建設。但當時多數建商受1997年的亞洲金融風暴、以及李登輝「六萬塊一坪」的國宅政策影響而難以還清銀行利息，進而倒閉。當時無法收回帳款而陷入經營危機的麗明營造，決定改承攬案件穩定且不易倒帳的學校、廠辦和大賣場。同時把業務放在臺灣中部以集中資源。
2006年，臺中市政府準備興建台中市市政中心。麗明營造耳聞工程後，便標下當地土地與工程、將總部遷往市政大樓預定地附近，成為首間搬到該計畫區內的企業。這次工程也是麗明營造首次跨入大型公共工程。
隨後，臺中市政府在興建臺中國家歌劇院時，由於歌劇院建築設計十分獨特，當時歌劇院被媒體形容為「全球最難蓋」的建築。多數建商無法實做歌劇院的設計，因此工程陷入五度流標。臺中市政府於是請託剛蓋好市政大樓的麗明營造，承擔歌劇院興建工程。麗明營造最後接下工程、於2009年開工，並在2014年完工。麗明營造在工程中虧損四億，但其中發明的建設工法，也令其獲得專利。媒體也普遍將臺中國家歌劇院，描述為麗明營造的代表作。姚仁喜看到麗明營造在興建的臺中國家歌劇院後，便請求後者接下當時三度流標的故宮南院。2012年，麗明營造接下了故宮南院工程，並於2015年啟用。2023年，麗明營造標下了八度流標的台中巨蛋。
2013年，麗明營造的年營收81億、獲利1.75億。據當時《天下雜誌》調查，為排名第十四大的臺灣工程承攬業。2024年，麗明營造年營收203億元、承攬工程金額約360億元。是全國第二大營造廠。

## 承包建案

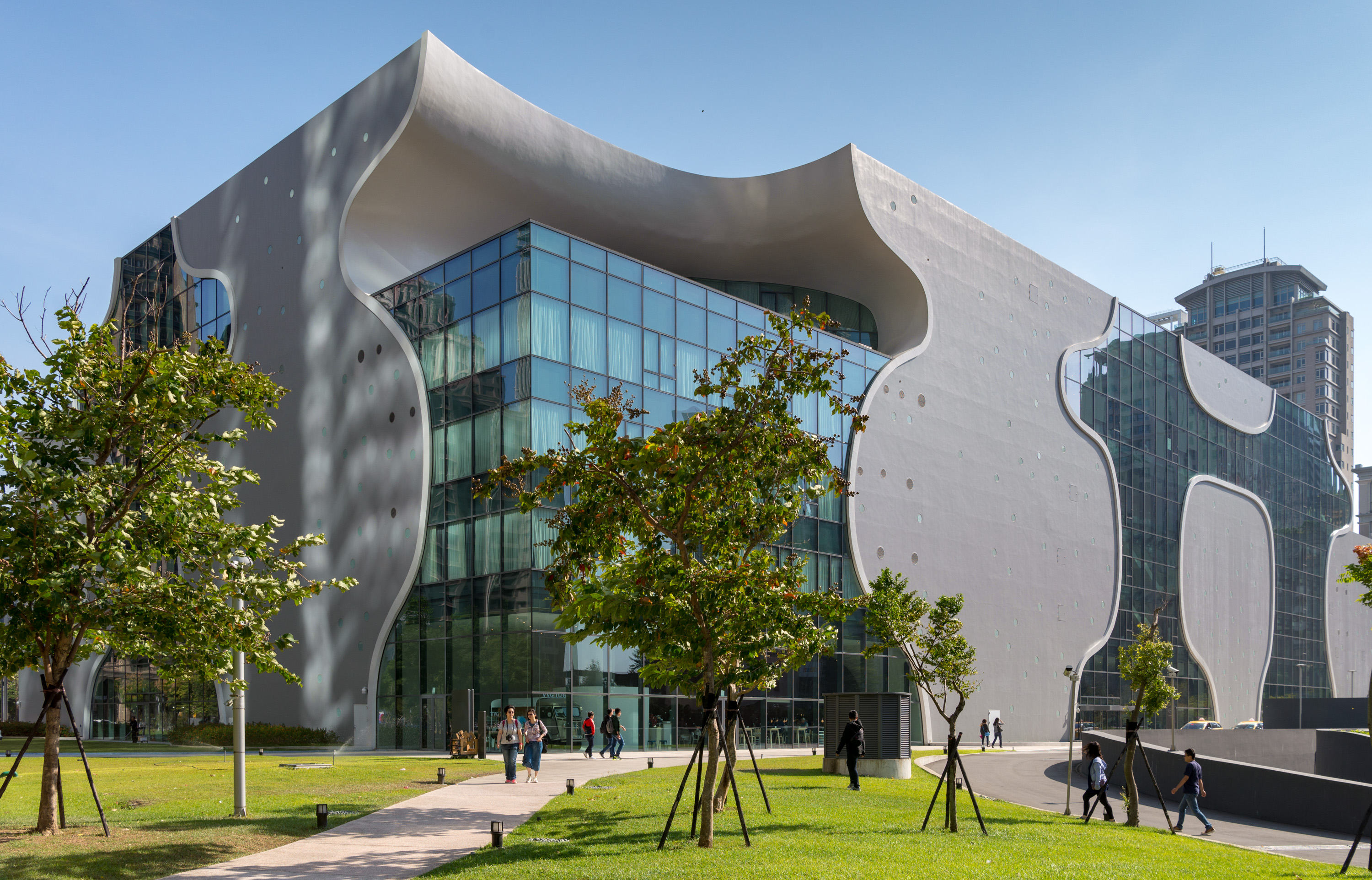
臺中國家歌劇院被視為︁麗明營造的代表作

麗明營造以接下多間技術難度高、而多次流標的工程聞名，代表作有台中新市政府大樓、臺中國家歌劇院、故宮南院、高雄展覽館、台積電全球研發中心等。其多次標下數度流標工程的經歷，也使業界稱麗明營造為「流標工程終結者」。
麗明營造所承包的建案有：
- 臺灣大道市政大樓
- 臺中國家歌劇院
- 臺中市巨蛋體育館
- 阿里山英迪格酒店
- 高雄展覽館
- 漢神洲際購物中心
- 佐登妮絲城堡
- 臺中洲際棒球場
- 國立故宮博物院南部院區
- 大河里福德祠

## 公益活動
麗明營造也有參與多項公益活動，其中以2001年開始的捐血活動最為悠久。麗明公益捐血通常在的農曆七月舉辦，以因應當時民俗禁忌多所出現的缺血現象。2001年開辦時，麗明營造出動一輛捐血車、共募得125袋血；2024年，麗明營造出動九輛捐血車、共募得18,043袋血。

## 外部連結
- 官方网站